# Dmitri Walerjewitsch Utkin

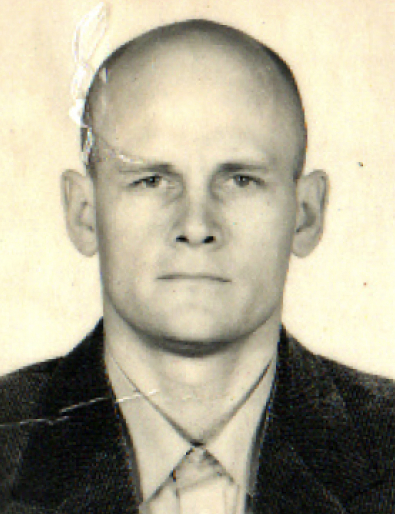
Dmitri Utkin

Dmitri Walerjewitsch Utkin (russisch Дмитрий Валерьевич Уткин; * 11. Juni 1970 in Asbest, Oblast Swerdlowsk, Sowjetunion; † 23. August 2023 bei Kuschenkino, Oblast Twer) war ein russischer Unternehmer, Neonazi und Soldat. Er war Gründer der privaten paramilitärischen Organisation Gruppe Wagner.
Er befand sich an Bord der am 23. August 2023 abgestürzten Embraer Legacy 600 der Gruppe Wagner; dabei kamen alle zehn Insassen ums Leben.

## Leben
Utkin wurde in Asbest als Sohn eines Geologen geboren, wuchs aber mit seiner als Bergbauingenieurin tätigen Mutter Ludmilla in Kirowohrad in der Ukrainischen Sozialistischen Sowjetrepublik auf. Bis 2013 diente Utkin, zuletzt als Oberstleutnant, im russischen Pskow, wo er Angehöriger der 2. Spezialaufklärungsbrigade des GRU war.
Anschließend ging Utkin zum russischen Sicherheitsdienstleister „Moran Security Group“, der von Exmilitärs betrieben wurde und unter anderem Schutz vor Piratenüberfällen auf See anbot. Das Unternehmen gründete später die Militärgruppe „Slawisches Korps“ und warb Freiwillige an, um in Syrien Sicherungsaufgaben zu übernehmen. Mit dem „Slawischen Korps“ ging Utkin nach Syrien, um Baschar al-Assad zu verteidigen. 2014 war Utkin Kommandeur einer eigenen Teileinheit innerhalb des Slawischen Korps. Nach schweren Verlusten löste sich die Einheit auf. Aus den Resten wurde schließlich die „Gruppe Wagner“, benannt nach seinem eigenen Kampfnamen. Er soll zunächst mit nur zehn Kämpfern im Russisch-Ukrainischen Krieg eingegriffen haben. Später vergrößerte er die Einheit auf 300 Mann, trat in der Zentralafrikanischen Republik, im Sudan, in Libyen und schließlich mit über 1000 Mann in Syrien auf.
Ein Investigativjournalist der russischen Onlinezeitung Fontanka verfolgte über 2000 Personen zurück und erwähnte eine Zahl von 5000 Personen, die Verträge mit Wagner unterzeichnet hätten.
Utkin war anlässlich seiner Auszeichnung mit vier Tapferkeitsorden am 9. Dezember 2016 Gast bei einem Empfang im Kreml und wurde mit dem Präsidenten Russlands, Wladimir Putin, fotografiert. 2017 berichteten russische Medien, dass Utkin zum Generaldirektor des Gastronomieunternehmens Konkord des Putin-Vertrauten Jewgeni Prigoschin ernannt worden sei.
Laut der russischen Luftfahrtbehörde Rosawiazija befand sich Utkins Name wie auch der Prigoschins auf der Passagierliste eine Fluges eines Privatflugzeugs der Gruppe Wagner, das am 23. August 2023 bei Kuschenkino (Oblast Twer) ohne Überlebende abstürzte.
Utkin war bis zu seinem Tod Finanzchef und operativer Kommandeur der Organisation.
Am 31. August 2023 wurde Utkin auf dem Militärgedenkfriedhof der Russischen Föderation bei Mytischtschi beigesetzt.

## Kampfname „Wagner“ und Neonazi-Ideologie
Utkin hatte eine Vorliebe für die Ästhetik und Ideologie des Dritten Reiches. Sein Kampfname „Wagner“ bezieht sich auf den Komponisten Richard Wagner. Die Gruppe Wagner ist nach ihm benannt. Während seiner Stationierung in Luhansk im Rahmen seines Einsatzes im Russisch-Ukrainischen Krieg bestand er darauf, dass seine private Einheit Helme trägt, die den Helmen der deutschen Wehrmacht im Zweiten Weltkrieg nachempfunden sind. Utkin trug eine Tätowierung der Siegrunen der Waffen-SS als Kragenspiegel und einen Reichsadler mit Hakenkreuz als Tätowierung auf der Brust.

## Sanktionen
Die USA setzten Utkin im Sommer 2017 wegen seiner Verstrickung in den Russisch-Ukrainischen Krieg auf die Sanktionsliste des Finanzministeriums. Seit Dezember 2021 stand er auch auf der Sanktionsliste der Europäischen Union, Gründe waren unter anderem „Folter und außergerichtliche, summarische oder willkürliche Hinrichtungen und Tötungen.“